# Accords d'Abraham
Pour les articles homonymes, voir Abraham.
- Israël
- Bahreïn
- Émirats arabes unis

Les accords d'Abraham sont deux traités de paix entre Israël et les Émirats arabes unis d'une part et entre Israël et Bahreïn d'autre part. Le premier, entre Israël et les Émirats arabes unis, est annoncé le 13 août 2020 par le président des États-Unis Donald Trump. Ils sont signés le 15 septembre 2020 à la Maison-Blanche à Washington, accompagnés d'une déclaration tripartite signée aussi par le président américain en tant que témoin. Ces accords sont prolongés par ceux avec le Soudan, et le Maroc.
Ces accords témoignent d'une évolution stratégique des États du Golfe accentuant, dans le contexte géopolitique global du Moyen-Orient, la césure entre les États sunnites et l'Iran chiite, et traduisant la faiblesse des Palestiniens pour obtenir que se concrétise la solution à deux États — un État israélien et un État palestinien comprenant une partie de la Cisjordanie, la bande de Gaza et Jérusalem-Est — soutenue par la plus grande partie de la communauté internationale.

## Contexte et chronologie

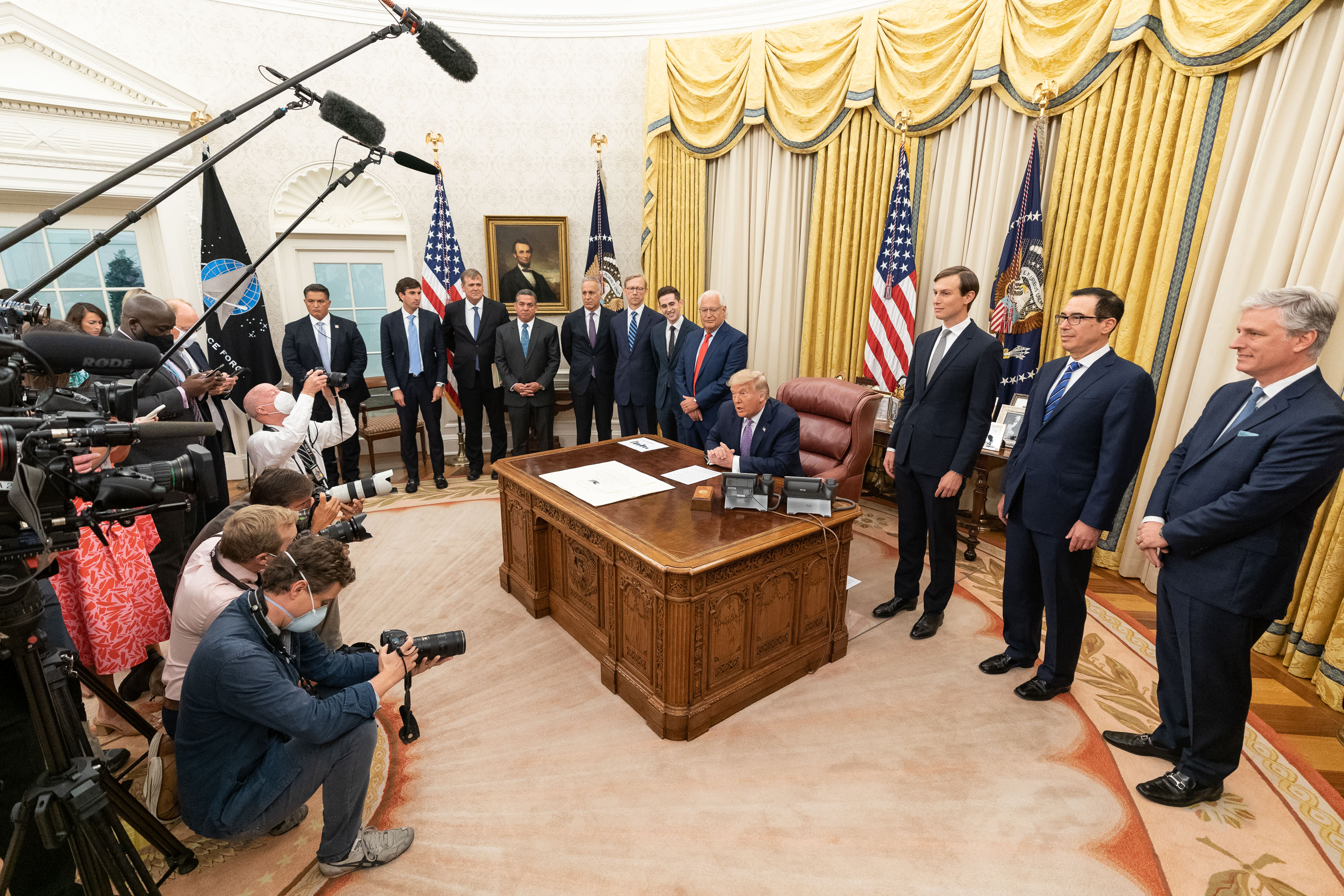
Annonce de l'accord entre Israël et les EAU par D. Trump le 13 août 2020.

Le 13 août 2020, le président américain, Donald Trump, annonce qu'Israël et les Émirats arabes unis normaliseront pleinement leurs relations diplomatiques et commenceront une coopération dans un large éventail de domaines, notamment le tourisme, l'éducation, la santé, le commerce et la sécurité. Le ministre d'État des Affaires étrangères des Émirats arabes unis, Anwar Gargash (en), confirme l'accord des Émirats arabes unis pour normaliser leurs relations avec Israël, affirmant que son pays voulait faire face aux menaces qui pèsent sur la solution à deux États, en particulier l'annexion des territoires palestiniens, et exhorter les Palestiniens et les Israéliens à revenir à la table des négociations. Il indique aussi qu'il ne pensait pas qu'il y aurait une ambassade à Jérusalem avant qu'il y ait un accord final entre les Palestiniens et les Israéliens. De son côté, le Premier ministre israélien Benyamin Netanyahou déclare que l'annexion des territoires palestiniens (en) est simplement en pause,.
Le 31 août, un « premier vol commercial El Al direct » entre Tel Aviv et Abou Dhabi permet à une délégation officielle américano-israélienne dirigée par Jared Kushner et dont fait partie le conseiller israélien à la sécurité nationale Meir Ben Shabbat, de rejoindre les Emirats arabes unis pour continuer les négociations. Leur objectif est de chercher des moyens de renforcer la coopération dans plusieurs domaines (aviation, tourisme, commerce, santé, énergie, sécurité). Jamal al-Musharakh, directeur du département de planification des politiques du ministère des Affaires étrangères émirati déclare que son gouvernement avait reçu « l’assurance » qu’Israël ne progresserait pas dans son plan d’annexion de larges zones de la Cisjordanie.
Le 11 septembre, le président américain Donald Trump annonce l'instauration de relations diplomatiques entre Israël et Bahreïn.

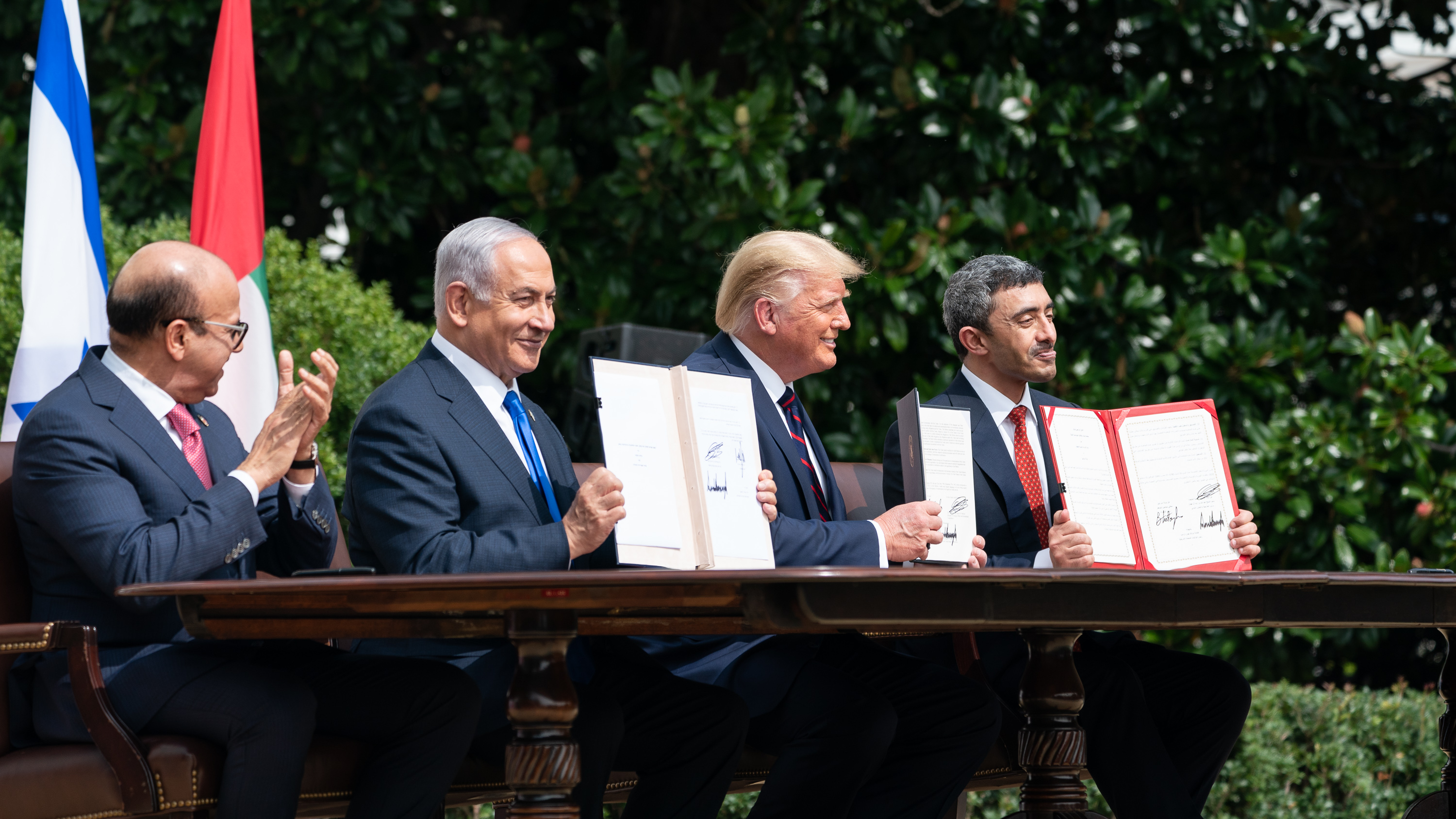
Cérémonie de signature du traité entre les EAU et Israël.

Le 15 septembre est organisée à Washington la cérémonie formelle de signature à laquelle se joint Bahreïn. Lors de cette cérémonie, le ministre des Affaires étrangères des Émirats arabes unis remercie Netanyahou d’avoir « arrêté » les plans d’annexion de la Cisjordanie dans le cadre de l’accord alors que le Premier ministre israélien déclare par ailleurs que l’annexion est simplement « reportée » et qu’Israël n’y a « pas renoncé ».
Les accords ont été rédigés par Jared Kushner, gendre de Donald Trump et organisateur de la cérémonie. Dans le contexte de la tenue de l'élection présidentielle américaine dans moins de deux mois, la Maison-Blanche publie le 15 septembre une déclaration qui affirme que ces accords sont le résultat des efforts diplomatiques du président Trump, et que la normalisation des relations d'Israël avec ses voisins va se poursuivre.
Par ces accords, les Émirats arabes unis et Bahreïn sont les troisième et quatrième pays arabes, après l'Égypte en 1979 et la Jordanie en 1994, à normaliser leurs relations avec Israël,,,, et les premiers pays du golfe persique à le faire,. D'un enjeu géopolitique important, cet accord acte notamment la suspension des plans d'annexion de territoires occupés, en Cisjordanie/Judée-Samarie. Cet accord fut établi grâce à d'intenses mais néanmoins discrètes tractations diplomatiques entre plusieurs États,.
Parallèlement à ces accords, les États-Unis se sont engagés à vendre des avions de chasse furtifs F35 aux Émirats arabes unis, malgré l'opposition israélienne finalement levée en octobre 2020. Cela montrerait que ces accords sont aussi l'aboutissement d'une coalition anti-iranienne. Toutefois, l'administration Biden suspend temporairement la vente des F35 aux Émirats en janvier 2021.

## Contenu
Les accords d'Abraham — du nom du patriarche des trois religions monothéistes — regroupent :
- Une déclaration trilatérale entre Israël, les Émirats arabes unis et Bahreïn, nommée « Déclaration des Accords d’Abraham (Abraham Accords Declaration) » à laquelle le président américain Donald Trump appose sa signature en tant que témoin[23].
- Un « traité de paix » bilatéral entre Israël et les Émirats arabes unis[24],[25].
- Une « déclaration de paix » bilatérale entre Israël et Bahreïn.

Ces accords ont été imprimés en trois langues : anglais, arabe et hébreu.
La « Déclaration des Accords d’Abraham » promeut le dialogue interreligieux et interculturel entre les trois religions abrahamiques et toute l'humanité. Elle proclame la liberté de religion.

### Traité de paix entre les Émirats arabes unis et Israël
Le préambule du traité de paix fait état du conflit israélo-palestinien, rappelle les traités de paix israélo-égyptien de 1979 et israélo-jordanien de 1994, affirme que les deux parties au traité reconnaissent « que les peuples arabe et juif sont les descendants d'un ancêtre commun, Abraham, et aspirent à favoriser une vision réaliste d'un Moyen-Orient où vivent musulmans, juifs, chrétiens et peuples de toutes confessions, dénominations, croyances et nationalités dans un esprit de coexistence, de compréhension mutuelle et de respect mutuel »,.
Dans cet esprit, les deux parties « s'engagent à poursuivre leurs efforts pour parvenir à une solution juste, globale, réaliste et durable du conflit israélo-palestinien », et à travailler ensemble « pour parvenir à une solution négociée au conflit israélo-palestinien qui réponde aux besoins et aux aspirations légitimes des deux peuples, et pour faire progresser la paix, la stabilité et la prospérité globales au Moyen-Orient ».
Le traité ne fait pas mention explicitement d'axes de solution au conflit israélo-palestinien que les deux parties partageraient. L'article 7 dispose simplement que « suite aux accords d'Abraham, les parties sont prêtes à se joindre aux États-Unis pour développer et lancer un « Agenda stratégique pour le Moyen-Orient » afin d'étendre la coopération régionale diplomatique [et] commerciale ».
Le traité de paix établit des relations diplomatiques entre les Émirats et Israël et prévoit l'échange d'ambassadeurs, sans que le lieu d'installation des futures ambassades ne soit précisé.
Le traité dispose que les deux États établiront des accords bilatéraux de coopération dans de nombreux domaines, parmi lesquels : finance et investissement, aviation civile, relations commerciales et économiques, santé, science, technologie et utilisations pacifiques de l'espace extra-atmosphérique, énergie, arrangements maritimes, agriculture et eau.
Le traité mentionne que les deux parties « s'engagent à prendre les mesures nécessaires pour empêcher toute activité terroriste ou hostile l'un contre l'autre sur ou depuis leurs territoires respectifs, ainsi qu'à refuser tout soutien à de telles activités à l'étranger ou à autoriser un tel soutien sur ou depuis leurs territoires respectifs ». À ce stade, ce traité ne constitue pas un pacte complet d'assistance et de sécurité mutuelle.

### Déclaration de paix entre Bahreïn et Israël
Outre l'établissement de relations diplomatiques, commerciales, économiques et culturelles, la déclaration entre Israël et Bahreïn mentionne l'engagement des deux parties à « une solution juste, complète, et durable au conflit israélo-palestinien ». Les relations diplomatiques entre les deux pays sont formalisées le 18 octobre 2020.

## Mise en œuvre
L'accord entre Israël et les Émirats arabes unis se concrétise dès la fin 2020 par une collaboration dans de multiples domaines tels la technologie, les médias, le football, les services financiers, le tourisme, la recherche, l'énergie, la cyber sécurité et le transport aérien,.
En novembre 2021, la compagnie aérienne Emirates annonce que le 6 décembre 2021 sera lancée la première liaison aérienne directe entre les Émirats arabes unis et Israël, « alors que les Emirats et Israël continuent de développer une plus grande coopération économique» et pour «encourager les flux commerciaux entre les deux pays ».
Les 12 et 13 décembre 2021, le Premier ministre israélien Naftali Bennett effectue la  première visite officielle d’un Premier ministre israélien aux Émirats arabes unis et fin janvier 2022, c'est le président de l'État d'Israël, Isaac Herzog qui reçoit un « accueil fastueux » aux Émirats alors que près de 250 000 touristes israéliens se sont déjà rendus à Dubaï depuis la signature des accords. Cette première visite aux Émirats arabes unis est suivie en février 2022 d'une autre visite de Naftali Bennett, cette fois-ci au Bahreïn.  
« Le volume des échanges entre les Émirats arabes unis et Israël a atteint 2,5 milliards de dollars en moins de deux ans, enregistrant une hausse d'un milliard de dollars au seul premier trimestre 2022 », déclare le 28 mai 2022 le ministre du Commerce extérieur des Émirats, Thani bin Ahmed al-Zeyoudi, au Forum économique mondial de Davos. Il ajoute : « 65 accords et protocoles d'accord ont été signés entre les deux pays à ce jour, [...] plus de 1 000 entreprises israéliennes étaient sur le point d'établir une présence commerciale aux Emirats cette année »
Les 27 et 29 mars 2022 se réunissent à Sde Boker lors du sommet du Negev à l’initiative du ministre des Affaires étrangères Yair Lapid les ministres des Affaires étrangères des Émirats arabes unis, de Bahreïn, du Maroc et d’Égypte et  le secrétaire d’État américain Antony Blinken. Un des principaux objectifs de l’évènement est pour Israël, de présenter au reste du monde un front politique et sécuritaire uni contre pendant la renégociation de l'accord nucléaire de plusieurs pays avec la république islamique d'Iran.
En mars 2023, les Émirats arabes unis et Israël signent le dernier volet d’un accord de libre-échange réduisant ou éliminant les droits de douane sur plus de 96 % des lignes tarifaires et 99 % de la valeur des échanges entre les deux pays. Cet accord concerne la réglementation, les douanes, les services, les marchés publics, le commerce électronique et la protection des droits de propriété intellectuelle.
Le 5 juillet 2023, L’Association des industriels d’Israël (MAI) qui regroupent les entreprises industrielles et manufacturières israéliennes, signe un protocole d’accord avec la zone économique de Ras el-Khaimah, accord qui vise à créer des opportunités d’investissement et d’expansion pour les entreprises industrielles et manufacturières aux Émirats arabes unis et en Israël afin de stimuler les opérations industrielles et d’aider les communautés d’affaires des deux pays.

### Accords connexes avec le Soudan et le Maroc
Les accords d'Abraham sont suivis en octobre 2020 de l'annonce par Donald Trump d'un accord de normalisation des relations diplomatiques entre Israël et le Soudan, puis en décembre de l'annonce d'un accord de normalisation des relations diplomatiques entre Israël et le Maroc. L'accord entre Israël et le Soudan est signé le 6 janvier 2021 à Khartoum mais jamais ratifié  tandis qu'une déclaration conjointe entre Israël, le Maroc et les États-Unis, prévoyant l'établissement de relations diplomatiques entre le Maroc et Israël et la réouverture des bureaux de liaison à Rabat et à Tel-Aviv, est signée le 22 décembre 2020 à Rabat.
Le Maroc et Israël concluent le 24 novembre 2021, un accord de coopération sécuritaire lors d’une visite à Rabat du ministre israélien de la Défense, Benny Gantz. Cet accord lance formellement la coopération sécuritaire « sous tous ses aspects » (planification opérationnelle, achats, recherche et développement, formation) entre les deux pays.
Benny Gantz signe un protocole d’accord avec son homologue bahreïni le 3 février 2022, formalisant la relation de sécurité entre les deux pays, un an et demi après que cet État du Golfe a normalisé ses relations avec Israël. Selon le cabinet de Benny Gantz, le protocole d’accord va permettre une meilleure coopération en matière de renseignement, donner un cadre à des exercices communs et à une coopération entre les industries de défense des deux pays.
Le 1er avril 2022, Israël et les Émirats concluent un accord de libre-échange. Cet accord porte sur une suppression des droits de douane pour 95 % des échanges entre les deux pays, dont les produits agricoles, cosmétiques et pharmaceutiques.
Le 21 novembre 2022, les dirigeants de l’hôpital Sheba, le plus grand d’Israël, ratifient un protocole d’accord avec G42 Healthcare, une grande entreprise de technologie de la santé basée à Abou Dhabi et spécialisée dans les innovations fondées sur l’intelligence artificielle (IA).
Dès 2021, les exportations de l'industrie des armements israéliennes vers les pays arabes représentent 9 % du total de ces exportations pour monter à près de 25 % en 2022.

## Réactions internationales
Après l'annonce de l'accord israélo-émirati, le premier ministre israélien, Benyamin Netanyahou remercie le président égyptien al-Sissi et les gouvernements d’Oman et de Bahreïn pour leur soutien à l’accord de paix historique.
L'Autorité palestinienne dénonce pour sa part une « trahison méprisable » car il montre que le retrait d'Israël de toute la Cisjordanie n'est plus un préalable à la reconnaissance d'Israël par les pays arabes,. Ces accords ont brisé une position commune arabe selon laquelle aucune entente n’était possible avec Israël sans résolution préalable du conflit israélo-palestinien. 
L'Europe et les États-Unis (le président Trump comme son opposant Joe Biden) saluent en général cet accord, contrairement à l'Autorité palestinienne, le Hamas, l'Algérie, l'Iran et la Turquie qui le condamnent.

## Analyse
Selon le politologue émirati Salem Al Ketbi, le ministre des Affaires étrangères Abdullah bin Zayed Al Nahyan et Yair Lapid ont exprimé dans un article commun que l'accord EAU-Israël a une dimension stratégique à long terme. Malgré le conflit avec Gaza et le changement de Premier ministre d'Israël, les deux parties ont poursuivi leurs relations et signé de nombreux accords depuis l'annonce de l'accord[réf. souhaitée].

## Sources